# Rodrigo Pastorini
Rodrigo Pastorini de León (Treinta y Tres, 4 marzo 1990) è un calciatore uruguaiano, attaccante dell'Atlético Florida.

## Palmarès

### Competizioni nazionali
- Campionato uruguaiano: 1

Nacional: 2019